# Mediaster aequalis
Mediaster aequalis är en sjöstjärneart som beskrevs av William Stimpson 1857. Mediaster aequalis ingår i släktet Mediaster och familjen ledsjöstjärnor. Inga underarter finns listade i Catalogue of Life.

## Bildgalleri

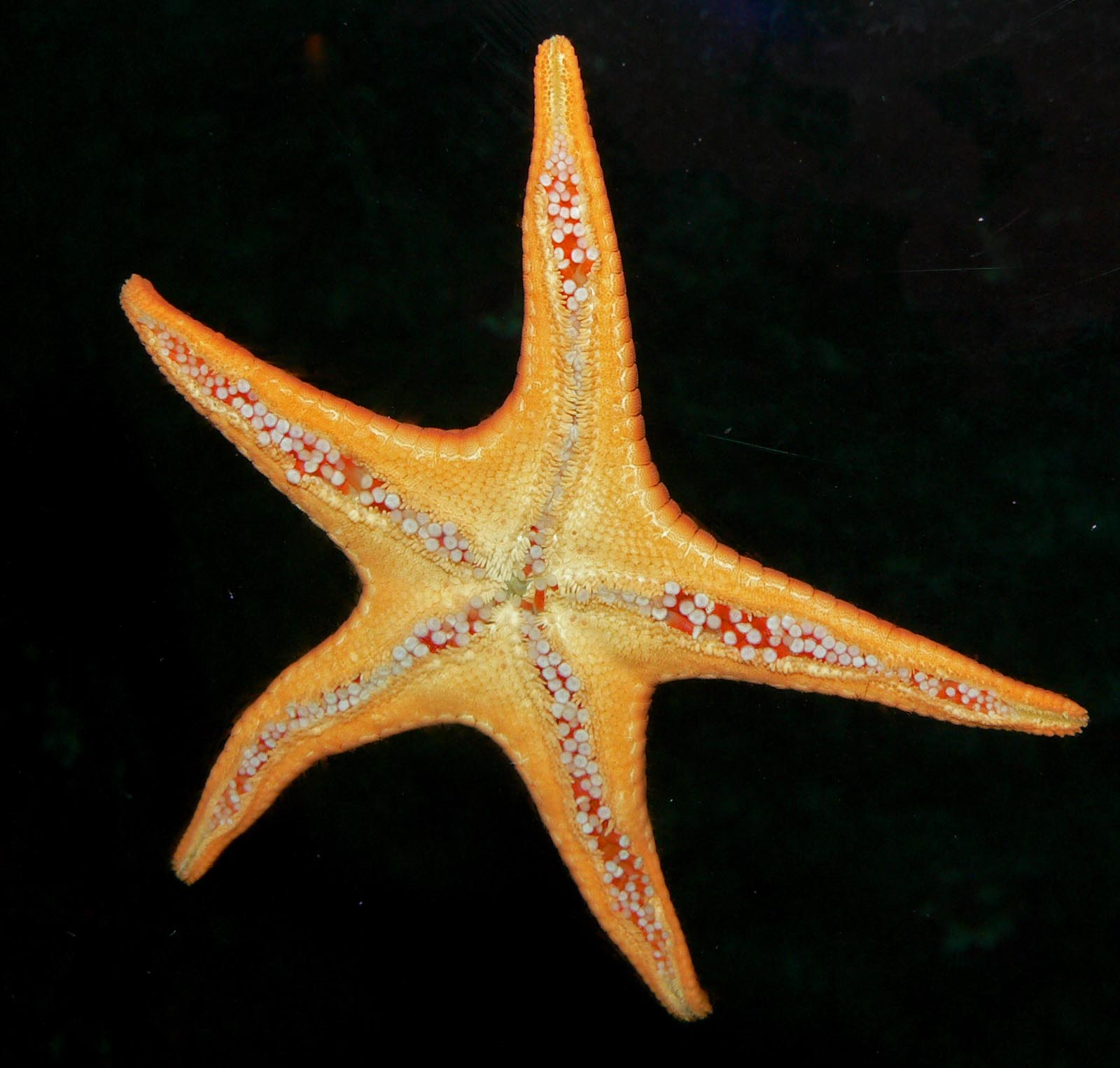
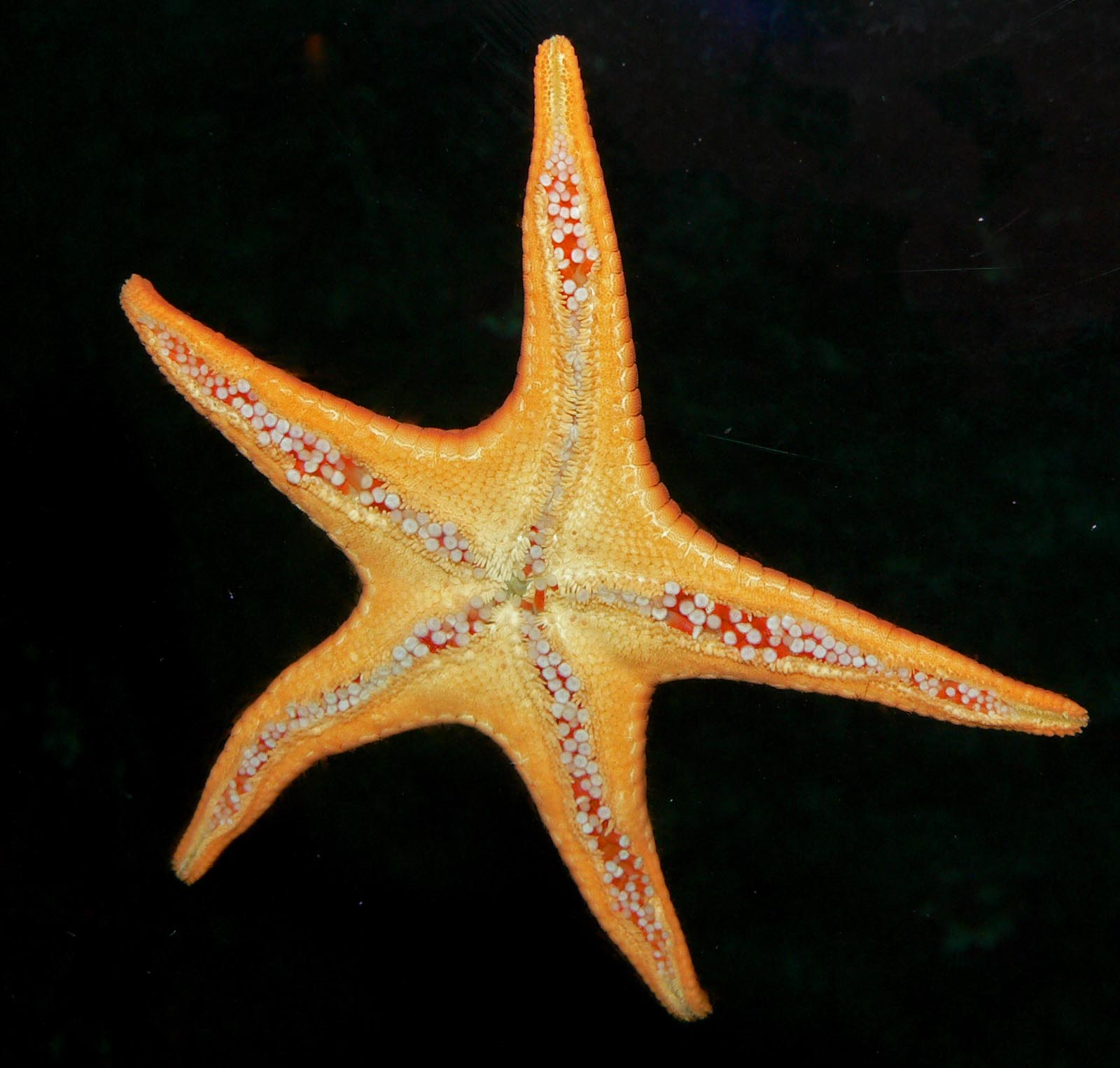